# Güneşi Gördüm – Ich habe die Sonne gesehen
Güneşi Gördüm – Ich sah die Sonne ist ein türkischer Film aus dem Jahr 2009. Der Film handelt von einer kurdischen Familie, die aus ihrer Heimat im Osten der Türkei vertrieben wurde. Drehbuchautor und Regisseur war der selbst aus Südostanatolien stammende Mahsun Kırmızıgül. Kinostart in Deutschland war am 16. April 2009.

## Handlung
Die kurdische Großfamilie Altun lebt in einem ostanatolischen Dorf in der Nähe von Kars. Haydar Altun ist sehbehindert, hat drei Söhne Ramo, Mamo und den femininen Kadri (Kado). Ramo hat vier Töchter, davon eine geistig behindert, und eine Frau Havar. Davut Altun hat eine Frau und drei Söhne, der jüngste Sohn Azat hat bei einer Minenexplosion ein Bein verloren, der andere Sohn Serhat hat sich den Guerillakämpfern angeschlossen, ein weiterer kämpft beim türkischen Militär gegen Terroristen. Ramo wünscht sich nichts sehnlicher als einen Sohn. Seiner Frau Havar, die er eigentlich liebt, droht er mit einer Konkubine, sollte sie ihm nicht einen Sohn gebären. Zu Anfang des Films wird eine fünfte Tochter geboren. Nach Zureden der Familie verzichtet Ramo vorerst auf eine Konkubine für Havar und „gibt ihr eine letzte Chance“. Tatsächlich gebiert sie ihm nach einem Jahr einen Sohn.
Bei einer Operation des Militärs wird Serhat erschossen. In der Folge wird das Dorf geräumt. Davuts Familie macht sich auf illegalem Weg auf nach Norwegen, Haydars Familie zieht nach Istanbul. Davuts Familie kommt nach einer problematischen Reise mit anderen Flüchtlingen in Norwegen an und fällt prompt in die Hände der norwegischen Polizei, die die Familie sofort wieder in die Türkei zurückschicken will. Nach der Schilderung ihrer Geschichte, insbesondere mit Verweis auf das verlorene Bein des jüngsten Sohns, überzeugen die Altuns die norwegischen Behörden, so dass ihnen der Aufenthalt gewährt wird und der Sohn in Behandlung genommen wird. Trotz allem gilt für Davuts Familie, dass die Heimat ein Paradies ist, das aber zur Hölle gemacht worden sei. Am Ende des Films hat Azat eine Beinprothese und kann wieder laufen.
Haydars Familie bezieht eine Wohnung in Istanbul. Kadri macht hier die Bekanntschaft zum Transvestiten Cansu. Die feminine Verhaltensweise von Kadri und nun seine Bekanntschaft zu Cansu führen immer wieder zu brutalen Ausbrüchen von Kadris älterem Bruder Mamo gegen ihn. Am Ende flieht Kadri und zieht zu Cansu, die mit ihrem kranken Vater und anderen Transvestiten zusammenlebt, die sich ihren Lebensunterhalt durch Prostitution erkämpfen. Bei Havar wird Gebärmutterkrebs festgestellt, sie wird ins Krankenhaus eingewiesen. Da Ramo und Mamo tagsüber arbeiten, Kadri von zu Hause geflohen ist und Haydar sehbehindert ist, soll die älteste Tochter tagsüber auf ihre Geschwister aufpassen. Als sie jedoch eines Tages zum Spielen hinausgeht und der Opa schläft, beschließen die noch sehr junge Schwester und die geistig behinderte Schwester, den Jüngsten Serhat in der neu gekauften Waschmaschine zu waschen. Serhat verunglückt tödlich. Ramo, der sich einen Sohn so sehr gewünscht hatte, ist am Boden zerstört. Das türkische Jugendamt beschließt, dass die Familie unter diesen Umständen nicht für die Kinder sorgen kann. Alle Töchter werden in ein Heim eingeliefert. Ramo und Mamo beginnen die Suche nach Kadri, den sie töten möchten, falls er tatsächlich ein Transvestit geworden ist. Die Suche führt sie in die Transvestitenszene Istanbuls. Tansu, die älteste der Transvestiten, zwingt Kadri zu arbeiten, statt auf ihre Kosten zu leben. Kadri, nun Berfin, beginnt sich von nun an ebenso zu prostituieren. Cansu hält stets zu Berfin, so auch bei der Flucht vor ihren Brüdern. Als sie in der Transvestitenszene abermals auf ihre die Transvestiten befragenden Brüder trifft, beschließt sie, mit ihnen zu reden. Ihre Brüder erkennen sie nicht, sie gibt sich auch nicht zu erkennen, macht aber einen Treffpunkt aus und verspricht, Kadri zu ihnen zu bringen. Am Treffpunkt erklärt sie, Kadri nicht gefunden zu haben, sie sollen ihre Suche beenden und mit ihren Kindern in ihr Dorf zurückkehren, was ihren Brüdern ihre Identität verrät. Nach einiger Provokation von Kadri, wird er von Mamo erschossen.
Der Filmtitel bezieht sich in erster Linie auf das Schicksal Kadris, aber auch auf die anderen Schicksale, die sich im Film, der mehrere Formen von Diskriminierungen behandeln möchte, von Kadris Schicksal nicht viel unterscheiden. Als Talisman führt Kadri stets ein getrocknetes Schneeglöckchen mit, auch in seiner Sterbeszene hat er das Schneeglöckchen zur Hand. Schneeglöckchen seien für Kadri die mutigsten Lebewesen. Sie wollten stets die Sonne sehen, obwohl sie wüssten, dass das ihren Tod bedeute.
Havar besiegt den Krebs. Anschließend beschließt die Familie, in ihr Dorf zurückzukehren. In der Schlussszene bedankt sich Ramo in einem Brief an die Leiterin des Kinderheims bei Mutter Staat für die Fürsorge in Kinderheimen und in Krankenhäusern, er beschwert sich aber gleichzeitig über Vater Staat, über dessen Härte, die zwei Brudervölker getrennt habe. Er wolle nun mit seiner Familie in sein Dorf zurückkehren und seine Kinder inmitten der Kämpfe großziehen.

## Kritik
„Bildgewaltige Saga über eine kurdische Familie, die durch die Kämpfe zwischen türkischer Armee und PKK-Guerilla sowie durch innere Konflikte zerrissen wird. […] Das schicksalsträchtige Sittengemälde greift mit dem türkisch-kurdischen Konflikt und dem homosexuellen Coming-out eines Familienmitglieds zwei Tabu-Themen auf, die zwischen großformatigem Epos, bollywoodesker Farbenfreude und düsterer Landschaftsmalerei entfaltet werden. Mitunter an der Grenze zum Kitsch, verpackt der Film seine humanistische Botschaft publikumswirksam zwischen Pathos und ‘personal touch’.“

„In „Günesi Gördüm – Ich sah die Sonne“ ballen sich in einzelnen Handlungssträngen, die durch die Familie zusammengehalten werden, zahlreiche zwischenmenschliche und persönliche Probleme, die mit der gewaltvollen Umsiedlungsnot und der totalen Entwurzelung durch den Krieg einhergehen.“

„Getragen von durchgängig hervorragenden Darstellerleistungen zeigt Kirmizigül hier in einer für türkische Verhältnisse ungewohnten Schonungslosigkeit die Auswirkungen des Konflikts auf eine einzelne Familie und verarbeitet dabei so universelle Themen wie Krieg, Frieden und Gewalt, aber auch menschliche Stärke, Liebe und Leid. Und das über die Grenzen der einzelnen Volksgruppen hinaus.“

„Mahsun Kirmizigüls („Beyaz Melek – Weißer Engel“) Drama lief in der Türkei trotz des heiklen Themas sehr erfolgreich. Der Film behandelt die militärische Auseinandersetzung zwischen den Kurden und den Türken im Osten der Türkei, die Flüchtlingssituation sowie die Folgen der Umsiedlung. Dabei versucht der Regisseur, keine Partei zu ergreifen, sondern das Thema neutral zu betrachten. Sein Ziel ist, für mehr Toleranz und dem friedlichen Zusammenleben zwischen Kurden, Türken und anderen Gruppen in der Türkei aufzurufen.“

## Trivia
- Der Film wurde in der Türkei, Norwegen, Schweden, Bulgarien, Griechenland und Dänemark gedreht.
- 3.600 Kostüme wurden angefertigt, 2.000 türkische und ausländische Statisten waren beteiligt.
- Die Premiere war in Ankara; der Kultusminister Ertuğrul Günay und der Justizminister Cemil Çiçek waren anwesend.[8]